# Mwamapuli
Mwamapuli è una circoscrizione rurale (rural ward) della Tanzania situata nel distretto di Mpimbwe, regione di Katavi. Conta una popolazione di 14 459 abitanti (censimento 2022).